# مرز دل‌شکستگی
مرز دل‌شکستگی (به انگلیسی: Heartbreak Ridge) فیلمی در ژانر تکنی کالر جنگی است که در سال ۱۹۸۶ منتشر شد.

## بازیگران
- کلینت ایستوود
- مارشا ماسون[۳]